# Корнєва Весна Борисівна
Весна Борисівна Ко́рнєва (нар. 19 березня 1927, Благовєщенськ) — українська радянська художниця тканин; член Спілки радянських художників України з 1964 року.

## Біографія
Народилася 19 березня 1927 року в місті Благовєщенську (нині Амурська область, Росія). 1950 року закінчила Московський текстильний інститут, де навчалася зокрема у Лазаря Розенталя, П. П. Пашкова, В. М. Шугаєва.
Одразу після здобуття фахової освіти працювала на Дарницькому шовковому комбінаті у Києві: очолювала художнє бюро; у 1953—1987 роках — художником-жакардистом з оформлення гобеленових тканин. Жила у Києві в будинку на вулиці Попудренка, № 22, квартира № 52 та в будинку на проспекті Маяковського, № 8, квартира № 110.

## Творчість
Працювала в галузі декоративного мистецтва (промисловий текстиль), створювала малюнки для декоративно-меблевих тканин, килимів, покривал. Серед робіт:
- акварелі «Ромашки» (1954), «Піони» (2000), «Іриси» (2004);
- декоративна тканина «Верета» (1960, за мотивами української народної вишивки);
- килими-гобелени «Вазон» (1950, за мотивами українського орнаменту), «Квадрати» (1960, за геометричними мотивами);
- тематичний килим «Київ» (1968; у співавторстві з Мірою Кочевською);
- покривало «Осінь» (1969, за українськими народними мотивами);
- меблево-декоративна тканина «Скань» (1969, за мотивами російського орнаменту);
- гобелен «1500 років Києву» (1982, вовна, ручне ткацтво);
- батики «Сон» (1983), «Орхідея» (1985).

Брала участь у республіканських виставках з 1963 року, зарубіжних — з 1960 року. Нагороджена двома бронзовими медалями ВДНГ СРСР (Москва, 1968, 1973) та бронзовою медаллю ВДНГ УРСР (Київ, 1983).